# RC Roubaix

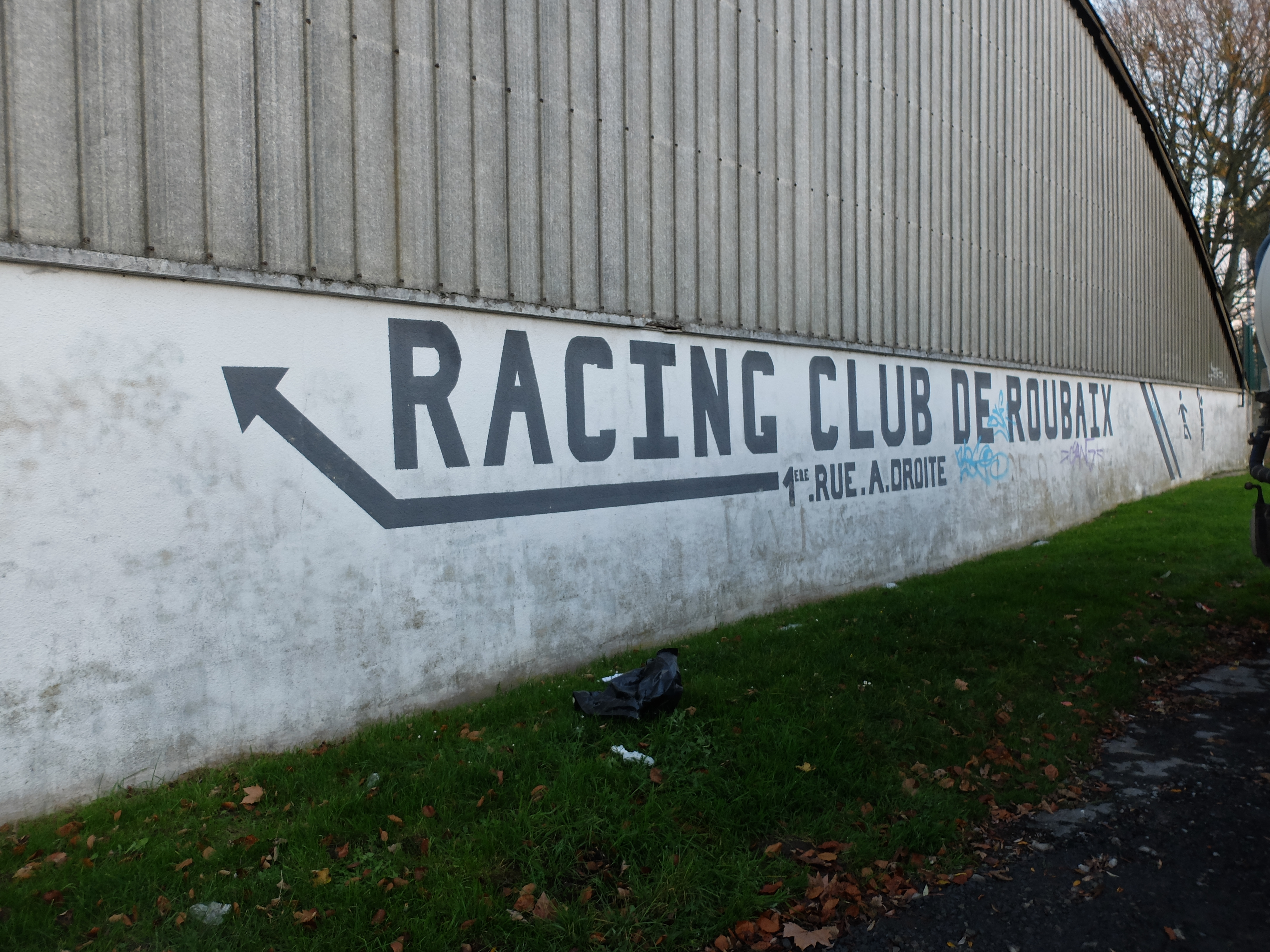

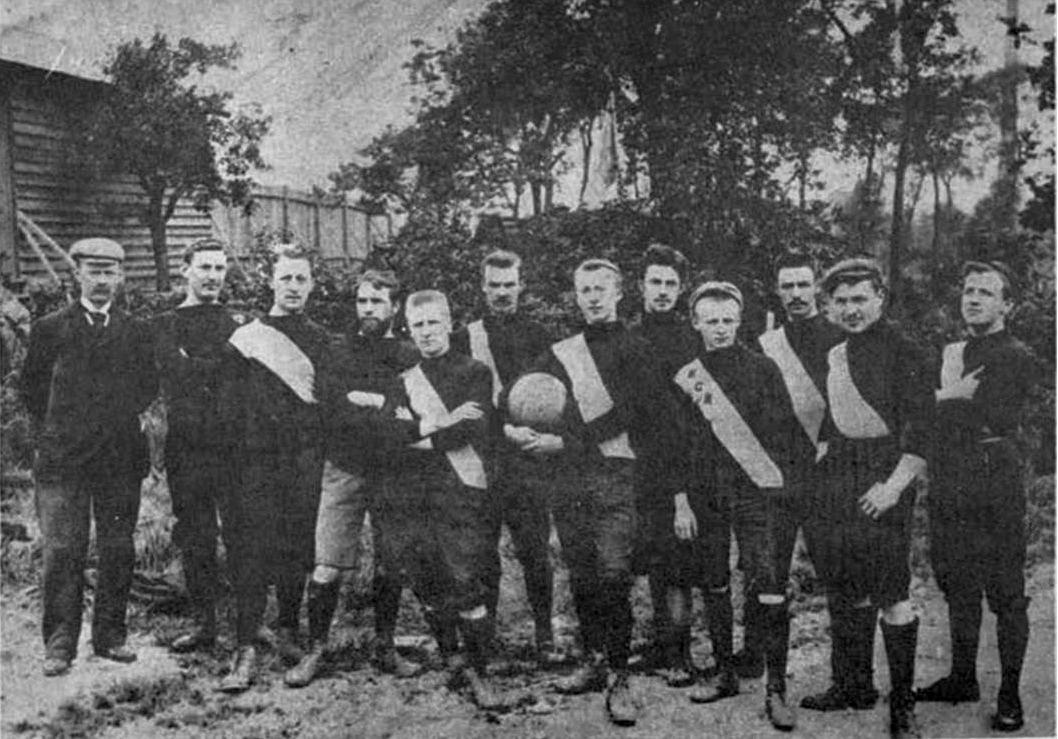
Team van seizoen 1895/1896

Racing Roubaix was een Franse voetbalclub die in 1895 opgericht werd. De club sloot zich aan bij de USFSA en kon zo meedoen aan de voorloper van de huidige Franse competitie.
Tussen 1900 en 1909 werd de club negen maal kampioen van de Noordelijke-liga; zeven  keer werd de finale om het Championnat de France gehaald en vijf keer wonnen ze deze finale.
De nationale competitie werd pas in 1932 opgezet, maar tegen die tijd was de club al enkele van zijn pluimen verloren, pas in 1936 konden ze naar de Eerste klasse stijgen, voor drie seizoenen slechts, de club had ook een duchtige concurrent in eigen stad gekregen met Excelsior Roubaix dat vanaf het begin van de competitie in de Eerste klasse speelde.
In 1945 fusioneerde de club met Excelsior Roubaix, US Tourcoing en het kleine US Roubaix tot CO Roubaix-Tourcoing (CORT) dat twee jaar later landskampioen werd.
Nadat CORT in 1963 degradeerde uit tweede klasse en zijn profstatus inleverde begon RC Roubaix opnieuw voor het seizoen 1963-64. De heroprichting was echter van korte duur, in 1964 fusioneerde de club met Stade Roubaisien en werd zo Racing Stade Roubaisien.

## Erelijst
Kampioen USFSA in  1902, 1903, 1904, 1906, 1908
Coupe de France finalist in 1932, 1933

## Bekende (oud-)spelers
- Emile Defevere
- Émile Sartorius